# 2019 у футболі
Нижче наведені футбольні події 2019 року у всьому світі.

## Континентальні клубні чемпіонати

### Чоловіки
| Регіон                                           | Змагання                                     | Титул захищає       | Чемпіон          | Фіналіст             |
| ------------------------------------------------ | -------------------------------------------- | ------------------- | ---------------- | -------------------- |
| Азія (АФК)                                       | Ліга чемпіонів АФК 2019                      | Касіма Антлерс      |                  |                      |
| Азія (АФК)                                       | Кубок АФК 2019                               | Аль-Кува Аль-Джавія |                  |                      |
| Африка (КАФ)                                     | Ліга чемпіонів КАФ 2018—2019                 | Есперанс            | Есперанс         | Відад                |
| Африка (КАФ)                                     | Кубок конфедерацій КАФ 2018—2019             | Раджа               | Замалек          | Ренесанс Беркан      |
| Африка (КАФ)                                     | Суперкубок КАФ 2019 (березень)               | Відад               | Раджа            | Есперанс             |
| Африка (КАФ)                                     | Суперкубок КАФ 2019 (серпень)                | Раджа               |                  | —                    |
| Північна і центральна Америка, Кариби (КОНКАКАФ) | Ліга чемпіонів КОНКАКАФ 2019                 | Гвадалахара         | Монтеррей        | УАНЛ Тигрес          |
| Північна і центральна Америка, Кариби (КОНКАКАФ) | Ліга КОНКАКАФ 2019                           | Ередіано            |                  |                      |
| Північна і центральна Америка, Кариби (КОНКАКАФ) | Карибський клубний чемпіонат 2019            | Атлетіко Пантоха    | Портмор          | —                    |
| Північна і центральна Америка, Кариби (КОНКАКАФ) | Карибський клубний Кубок 2019                | Францискан          | РобінГуд         | Францискан           |
| Південна Америка (КОНМЕБОЛ)                      | Кубок Лібертадорес 2019                      | Рівер Плейт         |                  |                      |
| Південна Америка (КОНМЕБОЛ)                      | Південноамериканський кубок 2019             | Атлетіку Паранаенсі |                  |                      |
| Південна Америка (КОНМЕБОЛ)                      | Рекопа Південної Америки 2019                | Греміо              | Рівер Плейт      | Атлетіку Паранаенсі  |
| Океанія (ОФК)                                    | Ліга чемпіонів ОФК 2019                      | Тім Веллінгтон      | Гієнґене Спорт   | Мажента              |
| Європа (УЄФА)                                    | Ліга чемпіонів УЄФА 2018—2019                | Реал Мадрид         | Ліверпуль        | Тоттенгем Готспур    |
| Європа (УЄФА)                                    | Ліга Європи УЄФА 2018—2019                   | Атлетіко (Мадрид)   | Челсі            | Арсенал (Лондон)     |
| Європа (УЄФА)                                    | Суперкубок УЄФА 2019                         | Атлетіко (Мадрид)   | Англія           | —                    |
| Арабські країни (УАФА)                           | Арабська ліга чемпіонів 2018—2019            | Есперанс            | Етуаль дю Сахель | Аль-Хіляль (Ер-Ріяд) |
| Арабські країни (УАФА)                           | Клубний кубок чемпіонів Перської затоки 2019 | не відбувся         |                  |                      |

### Жінки
| Регіон                      | Змагання                             | Титул захищає | Чемпіон      | Фіналіст  |
| --------------------------- | ------------------------------------ | ------------- | ------------ | --------- |
| Південна Америка (КОНМЕБОЛ) | Кубок Лібертадорес серед жінок 2019  | Атлетіко Уїла |              |           |
| Європа (УЄФА)               | Ліга чемпіонів серед жінок 2018—2019 | Олімпік Ліон  | Олімпік Ліон | Барселона |
| Світ (ФІФА)                 |                                      |               |              |           |

## Нагороди
- Володарем Золотого м'яча ФІФА за 2019 рік став Ліонель Мессі, він отримав нагороду ушосте[1].